# Vinusha Devi
Vinusha Devi (Tamil வினுஷா தேவி; * 5. Dezember 1998 in Chennai) ist eine indische Schauspielerin.

## Leben und Karriere
Devi wurde in Chennai geboren. Nach ihrem Schulabschluss begann sie zunächst als Model zu arbeiten. Ihr Debüt gab sie 2021 in der Serie Bharathi Kannamma. Außerdem wurde sie 2022 bei den Vijay Television Award für ihre Rolle als Kannamma in Bharathi Kannamma ausgezeichnet.
2023 nahm sie an der siebten Staffel von Bigg Boss Tamil teil, verließ die Show jedoch am 28. Tag.
Unter anderem bekam sie im selben Jahr in dem Film N4 Eine Hauptrolle. Seit 2024 ist Devi in der Serie Panivizhum Malarvanam zu sehen.

## Filmografie
Filme
- 2024: N4

Serien
- 2021–2023: Bharathi Kannamma
- 2023: Bharathi Kannamma 2
- seit 2024: Panivizhum Malarvanam

Sendungen
- 2023: Bigg Boss
- 2024: Super Singer